# 永綏站
永綏站（韓語：영수역）是朝鮮民主主義人民共和國咸鏡北道會寧市的一個鐵路車站，属于會寧煤礦線。

## 历史
- 1928年8月11日，落成使用[1]。

## 邻近车站
會寧煤礦線
會寧青年站 - 永綏站 - 遊仙站